# Handball-Regionalliga Süd 1973/74
Die Saison 1973/74 der Handball-Regionalliga Süd war die fünfte Spielzeit, welche der Süddeutschen Handballverband (SHV) organisierte und als zweithöchste Spielklasse im deutschen Ligensystem geführt wurde.

## Süddeutsche Meisterschaft
Meister und Aufsteiger in die Handball-Bundesliga wurde das Team des TuS Hofweier. Vizemeister wurde der TSV Allach 09, jedoch ohne Qualifikation für die Aufstiegsspiele. Einziger Absteiger war die TS Esslingen.

## Teilnehmer
An der Regionalliga Süd nahmen 8 Mannschaften teil. Neu dabei war der Absteiger aus der Bundesliga SpVgg 1887 Möhringen und der Aufsteiger TB 1879 Pforzheim. Nicht mehr dabei war der Aufsteiger TV 1893 Neuhausen und der Absteiger TSV 1861 Zirndorf.
| - TSG Oßweil - TS Esslingen - TSV Birkenau - TuS Hofweier | - SpVgg 1887 Möhringen (Absteiger) - TSV 1860 Ansbach - TSV Allach 09 - TB 1879 Pforzheim (Aufsteiger) |  |

## Modus
Es wurde eine Hin- und Rückrunde gespielt. Der Erstplatzierte war Süddeutscher Meister und Aufsteiger
 in die Handball-Bundesliga 1974/75, der Letztplatzierte war Absteiger in seinen Landesverband.

### Abschlusstabelle
Saison 1973/74 
|    | Mannschaft               | Spiele | Punkte |
| -- | ------------------------ | ------ | ------ |
| 1. | TuS Hofweier             | 14     | 22:6   |
| 2. | TSV Allach 09            | 14     | 21:7   |
| 3. | TSG Oßweil               | 14     | 16:12  |
| 4. | SpVgg 1887 Möhringen (A) | 14     | 15:13  |
| 5. | TB 1879 Pforzheim (N)    | 14     | 15:13  |
| 6. | TSV Birkenau             | 14     | 14:14  |
| 7. | TSV 1860 Ansbach         | 14     | 6:22   |
| 8. | TS Esslingen             | 14     | 3:25   |

 Süddeutscher Meister und Aufsteiger zur Handball-Bundesliga 1974/75
  „Für die Regionalliga Süd 1974/75 qualifiziert“ 
  „Absteiger“

## Frauen
- 1. FC Bayern München